# Anthony Lopes
Anthony Gabriel Lopes (Givors, Francia, 1 de octubre de 1990) es un futbolista portugués que juega como guardameta para el F. C. Nantes de la Ligue 1.

## Trayectoria
Comenzó su carrera en las juveniles del Olympique de Lyon el año 2007. En el año 2010 comenzó a jugar con el segundo equipo y el año siguiente comenzó a ser convocado al primer equipo. En la temporada 2012-13, tras la transferencia del arquero titular Hugo Lloris al Tottenham, asume el rol de segundo arquero, por detrás de Rémy Vercoutre.
El 31 de octubre de 2012 hizo su debut profesional en un partido de la Copa de la Liga de Francia frente al O. G. C. Niza, donde el Olympique de Lyon cayó 3-1. En su primera temporada jugó 7 partidos oficiales.
En la temporada 2013-14 de la Ligue 1 comenzó siendo titular debido a la lesión de ligamentos que sufrió Vercoutre en abril de 2013. Luego, él mismo sufriría una lesión frente al Guingamp, pero al recuperarse continuaría en la titularidad indiscutida.
El 30 de diciembre de 2024 llegó a un acuerdo con el club de Lyon para rescindir su contrato tras haber disputado 489 partidos en doce temporadas. Ese mismo día se hizo oficial su fichaje por el F. C. Nantes para los siguientes seis meses con opción a seguir dos años más.

## Selección nacional
A pesar de nacer en Francia, decidió defender su raíces. Fue citado por primera vez por la selección de fútbol de Portugal frente a Irlanda del Norte debido a la lesión que sufrió Beto.
El 17 de mayo de 2018 el seleccionador Fernando Santos lo incluyó en la lista de 23 para el Mundial.

### Participaciones en la Copa del Mundo
| Mundial                     | Sede  | Resultado        |
| --------------------------- | ----- | ---------------- |
| Copa Mundial de Fútbol 2018 | Rusia | Octavos de final |

## Estadísticas

### Clubes
Actualizado al último partido disputado el 19 de mayo de 2024.
| Olympique de Lyon II Francia          | 4.ª           | 2010-11       | 5   | 5   | —  | —  | —  | —  | 5   | 5   |
| Olympique de Lyon II Francia          | 4.ª           | 2011-12       | 20  | 24  | —  | —  | —  | —  | 20  | 24  |
| Olympique de Lyon II Francia          | 4.ª           | 2012-13       | 3   | 6   | —  | —  | —  | —  | 3   | 6   |
| Olympique de Lyon II Francia          | Total club    | Total club    | 28  | 35  | 0  | 0  | 0  | 0  | 28  | 35  |
| Olympique de Lyon Francia             | 1.ª           | 2012-13       | 5   | 3   | 1  | 3  | 1  | 0  | 7   | 6   |
| Olympique de Lyon Francia             | 1.ª           | 2013-14       | 32  | 34  | 4  | 6  | 13 | 12 | 49  | 52  |
| Olympique de Lyon Francia             | 1.ª           | 2014-15       | 38  | 33  | 3  | 6  | 4  | 4  | 45  | 43  |
| Olympique de Lyon Francia             | 1.ª           | 2015-16       | 37  | 43  | 4  | 5  | 6  | 9  | 47  | 57  |
| Olympique de Lyon Francia             | 1.ª           | 2016-17       | 37  | 46  | 3  | 6  | 14 | 17 | 54  | 69  |
| Olympique de Lyon Francia             | 1.ª           | 2017-18       | 34  | 37  | 4  | 6  | 10 | 8  | 48  | 51  |
| Olympique de Lyon Francia             | 1.ª           | 2018-19       | 34  | 42  | 5  | 5  | 8  | 13 | 47  | 60  |
| Olympique de Lyon Francia             | 1.ª           | 2019-20       | 26  | 25  | 5  | 8  | 10 | 14 | 41  | 47  |
| Olympique de Lyon Francia             | 1.ª           | 2020-21       | 38  | 43  | 1  | 1  | —  | —  | 39  | 44  |
| Olympique de Lyon Francia             | 1.ª           | 2021-22       | 34  | 45  | 0  | 0  | 8  | 6  | 42  | 51  |
| Olympique de Lyon Francia             | 1.ª           | 2022-23       | 32  | 39  | 5  | 5  | —  | —  | 37  | 44  |
| Olympique de Lyon Francia             | 1.ª           | 2023-24       | 31  | 49  | 2  | 1  | —  | —  | 33  | 50  |
| Olympique de Lyon Francia             | 1.ª           | 2024-25       | 0   | 0   | 0  | 0  | 0  | 0  | 0   | 0   |
| Olympique de Lyon Francia             | Total club    | Total club    | 377 | 439 | 37 | 52 | 74 | 83 | 489 | 574 |
| Total carrera                         | Total carrera | Total carrera | 406 | 474 | 37 | 52 | 74 | 83 | 517 | 609 |
| (1) Hace referencia a goles encajados |               |               |     |     |    |    |    |    |     |     |

## Palmarés

### Títulos internacionales
| Título   | Club (*) | País    | Año  |
| -------- | -------- | ------- | ---- |
| Eurocopa | Portugal | Francia | 2016 |

(*) Incluyendo la selección.